# Campeonato Mundial de Snooker de 2018
O Campeonato Mundial de Snooker de 2018 é a edição de 2018 do Campeonato Mundial de Snooker, decorrendo de 21 de abril a 7 de maio de 2018 no Crucible Theatre de Sheffield, na Inglaterra. A final foi disputada em 6 e 7 de maio, sendo vencedor Mark Williams, que bateu John Higgins por 18-16.

## Prémios
O valor total de "prize money" do evento foi incrementado para £1 968 000 face às £1 750 000 do Campeonato Mundial de Snooker de 2018. O valor é repartido do seguinte modo:
| - Vencedor: £425000 - 2.º lugar: £180000 - Meias-finais: £85000 - Quartos de final: £42500 - Últimos 16: £27500 - Últimos 32: £18000 - Últimos 48: £13500 - Últimos 80: £9000 | - Maior break não emitido pela TV: £1000 - Maior break emitido pela TV: £10000 - Total: £968000 |

O "rolling 147 prize" para um break máximo é de £40000.

## Resultados
Abaixo estão os resultados de cada ronda. Os números entre parênteses são os números dos cabeças de série.
|  | Primeira ronda        | Primeira ronda        |                   |    | Segunda ronda       | Segunda ronda       |  |  | Quartos de final    | Quartos de final    |  |  | Semifinais          | Semifinais          |
|  | Melhor em 19 frames   | Melhor em 19 frames   |                   |    | Melhor em 25 frames | Melhor em 25 frames |  |  | Melhor em 25 frames | Melhor em 25 frames |  |  | Melhor em 33 frames | Melhor em 33 frames |
|  |                       |                       |                   |    |                     |                     |  |  |                     |                     |  |  |                     |                     |
|  | 21 de abril           |                       |                   |    |                     |                     |  |  |                     |                     |  |  |                     |                     |
|  |                       |                       |                   |    |                     |                     |  |  |                     |                     |  |  |                     |                     |
|  | Mark Selby (1)        | 4                     |                   |    |                     |                     |  |  |                     |                     |  |  |                     |                     |
|  | Mark Selby (1)        | 4                     | 26 & 27 de abril  |    |                     |                     |  |  |                     |                     |  |  |                     |                     |
|  | Joe Perry             | 10                    |                   |    |                     |                     |  |  |                     |                     |  |  |                     |                     |
|  | Joe Perry             | 10                    | Joe Perry         | 8  |                     |                     |  |  |                     |                     |  |  |                     |                     |
|  | 22 & 23 de abril      |                       | Joe Perry         | 8  |                     |                     |  |  |                     |                     |  |  |                     |                     |
|  |                       | Mark Allen (16)       | 13                |    |                     |                     |  |  |                     |                     |  |  |                     |                     |
|  | Mark Allen (16)       | Mark Allen (16)       | 13                | 10 |                     |                     |  |  |                     |                     |  |  |                     |                     |
|  | Mark Allen (16)       |                       | 1 & 2 de maio     | 10 |                     |                     |  |  |                     |                     |  |  |                     |                     |
|  | Liam Highfield        | 5                     |                   |    |                     |                     |  |  |                     |                     |  |  |                     |                     |
|  | Liam Highfield        | 5                     | Mark Allen (16)   | 6  |                     |                     |  |  |                     |                     |  |  |                     |                     |
|  | 21 & 22 de abril      |                       | Mark Allen (16)   | 6  |                     |                     |  |  |                     |                     |  |  |                     |                     |
|  |                       | Kyren Wilson (9)      | 13                |    |                     |                     |  |  |                     |                     |  |  |                     |                     |
|  | Kyren Wilson (9)      | Kyren Wilson (9)      | 13                | 10 |                     |                     |  |  |                     |                     |  |  |                     |                     |
|  | Kyren Wilson (9)      | 27 & 28 de abril      |                   | 10 |                     |                     |  |  |                     |                     |  |  |                     |                     |
|  | Matthew Stevens       | 3                     |                   |    |                     |                     |  |  |                     |                     |  |  |                     |                     |
|  | Matthew Stevens       | 3                     | Kyren Wilson (9)  | 13 |                     |                     |  |  |                     |                     |  |  |                     |                     |
|  | 22 & 23 de abril      |                       | Kyren Wilson (9)  | 13 |                     |                     |  |  |                     |                     |  |  |                     |                     |
|  |                       | Jamie Jones           | 5                 |    |                     |                     |  |  |                     |                     |  |  |                     |                     |
|  | Shaun Murphy (8)      | Jamie Jones           | 5                 | 9  |                     |                     |  |  |                     |                     |  |  |                     |                     |
|  | Shaun Murphy (8)      |                       | 3, 4 & 5 de maio  | 9  |                     |                     |  |  |                     |                     |  |  |                     |                     |
|  | Jamie Jones           | 10                    |                   |    |                     |                     |  |  |                     |                     |  |  |                     |                     |
|  | Jamie Jones           | 10                    | Kyren Wilson (9)  | 13 |                     |                     |  |  |                     |                     |  |  |                     |                     |
|  | 25 de abril           |                       | Kyren Wilson (9)  | 13 |                     |                     |  |  |                     |                     |  |  |                     |                     |
|  |                       | John Higgins (5)      | 17                |    |                     |                     |  |  |                     |                     |  |  |                     |                     |
|  | John Higgins (5)      | John Higgins (5)      | 17                | 10 |                     |                     |  |  |                     |                     |  |  |                     |                     |
|  | John Higgins (5)      | 28 & 29 de abril      |                   | 10 |                     |                     |  |  |                     |                     |  |  |                     |                     |
|  | Thepchaiya Un-Nooh    | 7                     |                   |    |                     |                     |  |  |                     |                     |  |  |                     |                     |
|  | Thepchaiya Un-Nooh    | 7                     | John Higgins (5)  | 13 |                     |                     |  |  |                     |                     |  |  |                     |                     |
|  | 24 de abril           |                       | John Higgins (5)  | 13 |                     |                     |  |  |                     |                     |  |  |                     |                     |
|  |                       | Jack Lisowski         | 1                 |    |                     |                     |  |  |                     |                     |  |  |                     |                     |
|  | Stuart Bingham (12)   | Jack Lisowski         | 1                 | 7  |                     |                     |  |  |                     |                     |  |  |                     |                     |
|  | Stuart Bingham (12)   |                       | 1 & 2 de maio     | 7  |                     |                     |  |  |                     |                     |  |  |                     |                     |
|  | Jack Lisowski         | 10                    |                   |    |                     |                     |  |  |                     |                     |  |  |                     |                     |
|  | Jack Lisowski         | 10                    | John Higgins (5)  | 13 |                     |                     |  |  |                     |                     |  |  |                     |                     |
|  | 23 & 24 de abril      |                       | John Higgins (5)  | 13 |                     |                     |  |  |                     |                     |  |  |                     |                     |
|  |                       | Judd Trump (4)        | 12                |    |                     |                     |  |  |                     |                     |  |  |                     |                     |
|  | Luca Brecel (13)      | Judd Trump (4)        | 12                | 6  |                     |                     |  |  |                     |                     |  |  |                     |                     |
|  | Luca Brecel (13)      | 29 & 30 de abril      |                   | 6  |                     |                     |  |  |                     |                     |  |  |                     |                     |
|  | Ricky Walden          | 10                    |                   |    |                     |                     |  |  |                     |                     |  |  |                     |                     |
|  | Ricky Walden          | 10                    | Ricky Walden      | 9  |                     |                     |  |  |                     |                     |  |  |                     |                     |
|  | 25 & 26 de abril      |                       | Ricky Walden      | 9  |                     |                     |  |  |                     |                     |  |  |                     |                     |
|  |                       | Judd Trump (4)        | 13                |    |                     |                     |  |  |                     |                     |  |  |                     |                     |
|  | Judd Trump (4)        | Judd Trump (4)        | 13                | 10 |                     |                     |  |  |                     |                     |  |  |                     |                     |
|  | Judd Trump (4)        |                       |                   | 10 |                     |                     |  |  |                     |                     |  |  |                     |                     |
|  | Chris Wakelin         | 9                     |                   |    |                     |                     |  |  |                     |                     |  |  |                     |                     |
|  | Chris Wakelin         | 9                     |                   |    |                     |                     |  |  |                     |                     |  |  |                     |                     |
|  | 23 & 24 de abril      |                       |                   |    |                     |                     |  |  |                     |                     |  |  |                     |                     |
|  |                       |                       |                   |    |                     |                     |  |  |                     |                     |  |  |                     |                     |
|  | Ding Junhui (3)       | 10                    |                   |    |                     |                     |  |  |                     |                     |  |  |                     |                     |
|  | Ding Junhui (3)       | 10                    | 29 & 30 de abril  |    |                     |                     |  |  |                     |                     |  |  |                     |                     |
|  | Xiao Guodong          | 3                     |                   |    |                     |                     |  |  |                     |                     |  |  |                     |                     |
|  | Xiao Guodong          | 3                     | Ding Junhui (3)   | 13 |                     |                     |  |  |                     |                     |  |  |                     |                     |
|  | 25 & 26 de abril      |                       | Ding Junhui (3)   | 13 |                     |                     |  |  |                     |                     |  |  |                     |                     |
|  |                       | Anthony McGill (14)   | 4                 |    |                     |                     |  |  |                     |                     |  |  |                     |                     |
|  | Anthony McGill (14)   | Anthony McGill (14)   | 4                 | 10 |                     |                     |  |  |                     |                     |  |  |                     |                     |
|  | Anthony McGill (14)   |                       | 1 & 2 de maio     | 10 |                     |                     |  |  |                     |                     |  |  |                     |                     |
|  | Ryan Day              | 8                     |                   |    |                     |                     |  |  |                     |                     |  |  |                     |                     |
|  | Ryan Day              | 8                     | Ding Junhui (3)   | 5  |                     |                     |  |  |                     |                     |  |  |                     |                     |
|  | 21 & 22 de abril      |                       | Ding Junhui (3)   | 5  |                     |                     |  |  |                     |                     |  |  |                     |                     |
|  |                       | Barry Hawkins (6)     | 13                |    |                     |                     |  |  |                     |                     |  |  |                     |                     |
|  | Marco Fu (11)         | Barry Hawkins (6)     | 13                | 5  |                     |                     |  |  |                     |                     |  |  |                     |                     |
|  | Marco Fu (11)         | 26, 27 & 28 de abril  |                   | 5  |                     |                     |  |  |                     |                     |  |  |                     |                     |
|  | Lyu Haotian           | 10                    |                   |    |                     |                     |  |  |                     |                     |  |  |                     |                     |
|  | Lyu Haotian           | 10                    | Lyu Haotian       | 10 |                     |                     |  |  |                     |                     |  |  |                     |                     |
|  | 23 de abril           |                       | Lyu Haotian       | 10 |                     |                     |  |  |                     |                     |  |  |                     |                     |
|  |                       | Barry Hawkins (6)     | 13                |    |                     |                     |  |  |                     |                     |  |  |                     |                     |
|  | Barry Hawkins (6)     | Barry Hawkins (6)     | 13                | 10 |                     |                     |  |  |                     |                     |  |  |                     |                     |
|  | Barry Hawkins (6)     |                       | 3, 4 & 5 de maio  | 10 |                     |                     |  |  |                     |                     |  |  |                     |                     |
|  | Stuart Carrington     | 7                     |                   |    |                     |                     |  |  |                     |                     |  |  |                     |                     |
|  | Stuart Carrington     | 7                     | Barry Hawkins (6) | 15 |                     |                     |  |  |                     |                     |  |  |                     |                     |
|  | 24 & 25 de abril      |                       | Barry Hawkins (6) | 15 |                     |                     |  |  |                     |                     |  |  |                     |                     |
|  |                       | Mark Williams (7)     | 17                |    |                     |                     |  |  |                     |                     |  |  |                     |                     |
|  | Mark Williams (7)     | Mark Williams (7)     | 17                | 10 |                     |                     |  |  |                     |                     |  |  |                     |                     |
|  | Mark Williams (7)     | 28, 29 & 30 de abril  |                   | 10 |                     |                     |  |  |                     |                     |  |  |                     |                     |
|  | Jimmy Robertson       | 5                     |                   |    |                     |                     |  |  |                     |                     |  |  |                     |                     |
|  | Jimmy Robertson       | 5                     | Mark Williams (7) | 13 |                     |                     |  |  |                     |                     |  |  |                     |                     |
|  | 24 & 25 de abril      |                       | Mark Williams (7) | 13 |                     |                     |  |  |                     |                     |  |  |                     |                     |
|  |                       | Robert Milkins        | 7                 |    |                     |                     |  |  |                     |                     |  |  |                     |                     |
|  | Neil Robertson (10)   | Robert Milkins        | 7                 | 5  |                     |                     |  |  |                     |                     |  |  |                     |                     |
|  | Neil Robertson (10)   |                       | 1 & 2 de maio     | 5  |                     |                     |  |  |                     |                     |  |  |                     |                     |
|  | Robert Milkins        | 10                    |                   |    |                     |                     |  |  |                     |                     |  |  |                     |                     |
|  | Robert Milkins        | 10                    | Mark Williams (7) | 13 |                     |                     |  |  |                     |                     |  |  |                     |                     |
|  | 21 & 22 de abril      |                       | Mark Williams (7) | 13 |                     |                     |  |  |                     |                     |  |  |                     |                     |
|  |                       | Ali Carter (15)       | 8                 |    |                     |                     |  |  |                     |                     |  |  |                     |                     |
|  | Ali Carter (15)       | Ali Carter (15)       | 8                 | 10 |                     |                     |  |  |                     |                     |  |  |                     |                     |
|  | Ali Carter (15)       | 27 & 28 de abril      |                   | 10 |                     |                     |  |  |                     |                     |  |  |                     |                     |
|  | Graeme Dott           | 8                     |                   |    |                     |                     |  |  |                     |                     |  |  |                     |                     |
|  | Graeme Dott           | 8                     | Ali Carter (15)   | 13 |                     |                     |  |  |                     |                     |  |  |                     |                     |
|  | 21 & 22 de abril      |                       | Ali Carter (15)   | 13 |                     |                     |  |  |                     |                     |  |  |                     |                     |
|  |                       | Ronnie O'Sullivan (2) | 9                 |    |                     |                     |  |  |                     |                     |  |  |                     |                     |
|  | Ronnie O'Sullivan (2) | Ronnie O'Sullivan (2) | 9                 | 10 |                     |                     |  |  |                     |                     |  |  |                     |                     |
|  | Ronnie O'Sullivan (2) |                       |                   | 10 |                     |                     |  |  |                     |                     |  |  |                     |                     |
|  | Stephen Maguire       | 7                     |                   |    |                     |                     |  |  |                     |                     |  |  |                     |                     |
|  | Stephen Maguire       | 7                     |                   |    |                     |                     |  |  |                     |                     |  |  |                     |                     |

| Final (à melhor de 35 frames) Crucible Theatre, Sheffield, 6 e 7 de maio. Árbitro: Brendan Moore |                                                         | |
| John Higgins (5) | 16–18                                                   | Mark Williams (7) |
| 23–75, 15–65, 35–72, 60–70 (55), 120–4 (119), 0–133 (95), 98–0 (52), 82–21 (59), 46–81 (72), 82–21 (59), 127–8 (127), 12–76, 85–9 (56), 123–15 (117), 0–123 (118), 35–64 (64), 43–80, 5–98 (61), 19–73 (56), 0–126 (69, 56), 7–63 (52), 92–29 (67), 76–65 (72, 65), 80–0 (80), 8–84, 131–1 (131), 68–58 (67, 58), 82–47 (82), 91–0 (52), 67–47 (62), 0–74, 15–104 (100), 65–63 (65, 63), 0–71 (69) | Sessão 1: 3-5 Sessão 2: 4–5 Sessão 3: 3-5 Sessão 4: 6-3 | 23–75, 15–65, 35–72, 60–70 (55), 120–4 (119), 0–133 (95), 98–0 (52), 82–21 (59), 46–81 (72), 82–21 (59), 127–8 (127), 12–76, 85–9 (56), 123–15 (117), 0–123 (118), 35–64 (64), 43–80, 5–98 (61), 19–73 (56), 0–126 (69, 56), 7–63 (52), 92–29 (67), 76–65 (72, 65), 80–0 (80), 8–84, 131–1 (131), 68–58 (67, 58), 82–47 (82), 91–0 (52), 67–47 (62), 0–74, 15–104 (100), 65–63 (65, 63), 0–71 (69) |
| Duração do jogo: (HH:MM:SS) Tempo médio por frame: (MM:SS) Breaks de 100+ pontos: 6 Break mais alto : 131 (Higgins) |                                                         | |

## Resultados das rondas de qualificação

### Ronda 1
| Jogador                | Pontuação | Jogador          |
| ---------------------- | --------- | ---------------- |
| Ryan Day (1)           | 10–2      | Igor Figueiredo  |
| Mitchell Mann (64)     | 10–5      | Peter Lines      |
| Robbie Williams (32)   | 10–8      | Jak Jones        |
| Peter Ebdon (33)       | 10–4      | James Wattana    |
|                        |           |                  |
| Zhou Yuelong (16)      | 10–1      | Ian Preece       |
| Daniel Wells (49)      | 10–6      | Kurt Dunham      |
| Tom Ford (17)          | 10–2      | Leo Fernandez    |
| Liam Highfield (48)    | 10–3      | Chen Zhe         |
|                        |           |                  |
| Matthew Selt (41)      | 10–1      | Ng On-yee        |
| Mark Joyce (24)        | 4–10      | Adam Duffy       |
| Mei Xiwen (56)         | 10–8      | Basem Eltahhan   |
| Xiao Guodong (9)       | 10–3      | Chris Totten     |
|                        |           |                  |
| Stuart Carrington (40) | 10–9      | Nigel Bond       |
| Ben Woollaston (25)    | 10–5      | Kacper Filipiak  |
| Zhang Anda (57)        | 10–6      | Zhang Yong       |
| Martin Gould (8)       | 10–4      | Paul Davison     |
|                        |           |                  |
| Graeme Dott (5)        | 10–1      | Adrian Ridley    |
| Sunny Akani (60)       | 10–4      | Lukas Kleckers   |
| Dominic Dale (28)      | 10–7      | Reanne Evans     |
| Mike Dunn (37)         | 10–8      | Duane Jones      |
|                        |           |                  |
| Michael Holt (12)      | 10–7      | Thor Chuan Leong |
| Elliot Slessor (53)    | 10–7      | Eden Sharav      |
| Robert Milkins (21)    | 10–1      | Aaron Canavan    |
| Scott Donaldson (44)   | 10–5      | Tyler Rees       |
|                        |           |                  |
| Rory McLeod (45)       | 10–8      | Ian Burns        |
| Li Hang (20)           | 10–9      | Ashley Hugill    |
| Lyu Haotian (52)       | 10–8      | Fang Xiongman    |
| Anthony Hamilton (13)  | 7–10      | Martin O'Donnell |
|                        |           |                  |
| Matthew Stevens (36)   | 10–5      | Ryan Thomerson   |
| Fergal O'Brien (29)    | 5–10      | Yuan Sijun       |
| Ken Doherty (61)       | 10–8      | Josh Boileau     |
| Mark King (4)          | 9–10      | Gerard Greene    |

| Jogador                 | Pontuação | Jogador               |
| ----------------------- | --------- | --------------------- |
| Liang Wenbo (3)         | 10–2      | Rod Lawler            |
| Zhao Xintong (62)       | 10–8      | Aditya Mehta          |
| Yu Delu (30)            | 10–8      | Sean O'Sullivan       |
| Jamie Jones (35)        | 10–5      | Craig Steadman        |
|                         |           |                       |
| Jack Lisowski (14)      | 10–4      | Christopher Keogan    |
| David Grace (51)        | 10–6      | Wang Yuchen           |
| Alan McManus (19)       | 10–2      | Rhys Clark            |
| Oliver Lines (46)       | 10–6      | Harvey Chandler       |
|                         |           |                       |
| Andrew Higginson (43)   | 10–4      | David John            |
| Cao Yupeng (22)         | 7–10      | Robin Hull            |
| Lee Walker (54)         | 10–6      | Kristján Helgason     |
| Ricky Walden (11)       | 10–8      | Joe Swail             |
|                         |           |                       |
| Michael Georgiou (38)   | 10–4      | Matthew Bolton        |
| Mark Davis (27)         | 10–1      | Sanderson Lam         |
| Sam Craigie (59)        | 6–10      | Jimmy White           |
| Joe Perry (6)           | 10–1      | Ross Muir             |
|                         |           |                       |
| Yan Bingtao (7)         | 10–7      | Jackson Page          |
| Tian Pengfei (58)       | 10–1      | Li Yuan               |
| Kurt Maflin (26)        | 10–7      | Hamza Akbar           |
| Chris Wakelin (39)      | 10–4      | Xu Si                 |
|                         |           |                       |
| David Gilbert (10)      | 10–8      | Billy Joe Castle      |
| Alfie Burden (55)       | 10–6      | Jamie Curtis-Barrett  |
| Gary Wilson (23)        | 8–10      | Adam Stefanów         |
| Thepchaiya Un-Nooh (42) | 10–8      | Alexander Ursenbacher |
|                         |           |                       |
| Sam Baird (47)          | 10–5      | Soheil Vahedi         |
| Jimmy Robertson (18)    | 10–2      | Alex Borg             |
| John Astley (50)        | 10–1      | Marvin Lim            |
| Michael White (15)      | 10–9      | Niu Zhuang            |
|                         |           |                       |
| Noppon Saengkham (34)   | 10–1      | Chen Zifan            |
| Hossein Vafaei (31)     | 10–8      | Jamie Cope            |
| Hammad Miah (63)        | 10–9      | Jordan Brown          |
| Stephen Maguire (2)     | 10–5      | Allan Taylor          |

### Ronda 2
| Jogador                | Pontuação | Jogador              |
| ---------------------- | --------- | -------------------- |
| Ryan Day (1)           | 10–1      | Mitchell Mann (64)   |
| Robbie Williams (32)   | 5–10      | Peter Ebdon (33)     |
|                        |           |                      |
| Zhou Yuelong (16)      | 8–10      | Daniel Wells (49)    |
| Tom Ford (17)          | 6–10      | Liam Highfield (48)  |
|                        |           |                      |
| Matthew Selt (41)      | 6–10      | Adam Duffy           |
| Mei Xiwen (56)         | 4–10      | Xiao Guodong (9)     |
|                        |           |                      |
| Stuart Carrington (40) | 10–8      | Ben Woollaston (25)  |
| Zhang Anda (57)        | 10–4      | Martin Gould (8)     |
|                        |           |                      |
| Graeme Dott (5)        | 10–2      | Sunny Akani (60)     |
| Dominic Dale (28)      | 3–10      | Mike Dunn (37)       |
|                        |           |                      |
| Michael Holt (12)      | 10–7      | Elliot Slessor (53)  |
| Robert Milkins (21)    | 10–8      | Scott Donaldson (44) |
|                        |           |                      |
| Rory McLeod (45)       | 10–9      | Li Hang (20)         |
| Lyu Haotian (52)       | 10–9      | Martin O'Donnell     |
|                        |           |                      |
| Matthew Stevens (36)   | 10–9      | Yuan Sijun           |
| Ken Doherty (61)       | 10–4      | Gerard Greene        |

| Jogador               | Pontuação | Jogador                 |
| --------------------- | --------- | ----------------------- |
| Liang Wenbo (3)       | 10–5      | Zhao Xintong (62)       |
| Yu Delu (30)          | 7–10      | Jamie Jones (35)        |
|                       |           |                         |
| Jack Lisowski (14)    | 10–3      | David Grace (51)        |
| Alan McManus (19)     | 10–9      | Oliver Lines (46)       |
|                       |           |                         |
| Andrew Higginson (43) | 10–5      | Robin Hull              |
| Lee Walker (54)       | 7–10      | Ricky Walden (11)       |
|                       |           |                         |
| Michael Georgiou (38) | 0–10      | Mark Davis (27)         |
| Jimmy White           | 5–10      | Joe Perry (6)           |
|                       |           |                         |
| Yan Bingtao (7)       | 9–10      | Tian Pengfei (58)       |
| Kurt Maflin (26)      | 4–10      | Chris Wakelin (39)      |
|                       |           |                         |
| David Gilbert (10)    | 9–10      | Alfie Burden (55)       |
| Adam Stefanów         | 4–10      | Thepchaiya Un-Nooh (42) |
|                       |           |                         |
| Sam Baird (47)        | 7–10      | Jimmy Robertson (18)    |
| John Astley (50)      | 7–10      | Michael White (15)      |
|                       |           |                         |
| Noppon Saengkham (34) | 5–10      | Hossein Vafaei (31)     |
| Hammad Miah (63)      | 4–10      | Stephen Maguire (2)     |

### Ronda 3
Os vencedores avançam para o torneio principal.
| Jogador                | Pontuação | Jogador             |
| ---------------------- | --------- | ------------------- |
| Ryan Day (1)           | 10–6      | Peter Ebdon (33)    |
| Daniel Wells (49)      | 4–10      | Liam Highfield (48) |
| Adam Duffy             | 1–10      | Xiao Guodong (9)    |
| Stuart Carrington (40) | 10–8      | Zhang Anda (57)     |
| Graeme Dott (5)        | 10–7      | Mike Dunn (37)      |
| Michael Holt (12)      | 3–10      | Robert Milkins (21) |
| Rory McLeod (45)       | 2–10      | Lyu Haotian (52)    |
| Matthew Stevens (36)   | 10–2      | Ken Doherty (61)    |

| Player                | Score | Player                  |
| --------------------- | ----- | ----------------------- |
| Liang Wenbo (3)       | 0–10  | Jamie Jones (35)        |
| Jack Lisowski (14)    | 10–3  | Alan McManus (19)       |
| Andrew Higginson (43) | 6–10  | Ricky Walden (11)       |
| Mark Davis (27)       | 7–10  | Joe Perry (6)           |
| Tian Pengfei (58)     | 1–10  | Chris Wakelin (39)      |
| Alfie Burden (55)     | 8–10  | Thepchaiya Un-Nooh (42) |
| Jimmy Robertson (18)  | 10–7  | Michael White (15)      |
| Hossein Vafaei (31)   | 7–10  | Stephen Maguire (2)     |